# Јутро (песма)
Јутро је песма Јелене Томашевић са албума Panta rei и победничка песма Беовизије 2005. године.
Песму Јутро створили су Жељко Јоксимовић као композитор и текстописац Александра Милутиновић. Песма постаје убедљиви победник Беовизије 2005. са 90 поена. Док на Европесми, такмичењу за представника Србије и Црне Горе у Подгорици, не добија бодове ни од једног од четири члана жирија из Црне Горе. Песма Јутро завршила је као друга на табели. Пратеће гласове певају Дарија Ходник и Драган Брнаш.